# 1 Front Ukraiński

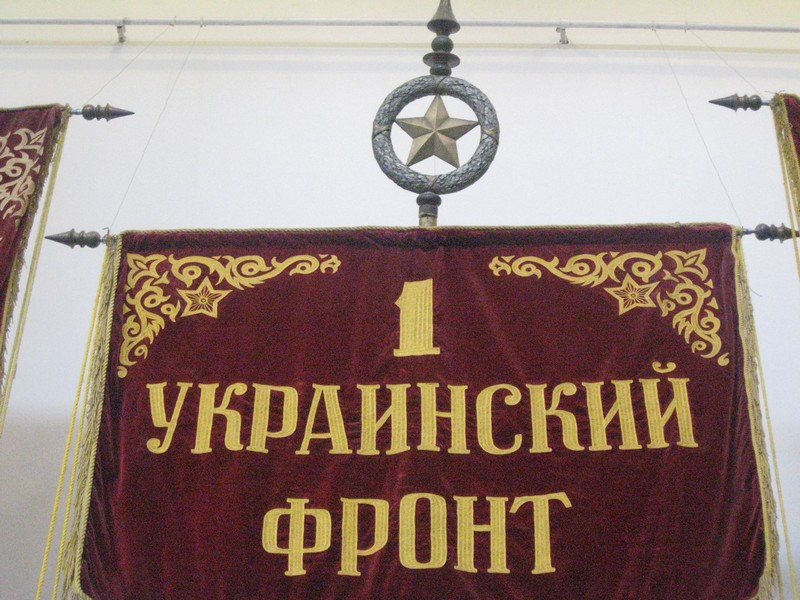
Sztandar 1 Frontu Ukraińskiego z Centralnego Muzeum Sił Zbrojnych w Moskwie

1 Front Ukraiński (ros. 1-й Украинский фронт) – związek operacyjno-strategiczny Armii Czerwonej o kompetencjach administracyjnych i operacyjnych na zachodnim terytorium ZSRR, działający podczas wojny z Niemcami w czasie II wojny światowej.

## Działania
Utworzony 20 października 1943 z przemianowania Frontu Woroneskiego. Skład: 6, 13, 18, 27, 38, 40, 47, 60 Armie ogólnowojskowe, 1 Armia Gwardyjska, 1 Armia Pancerna, 3 Gwardyjska Armia Pancerna, 4 Gwardyjski Korpus Kawalerii, 2 Armia Lotnicza.
Rozwinął się w rejonie: Lubieża, Kijowa, Bukrina. W listopadzie 1943 przeprowadził operację kijowską przeciw niemieckiej 2 Armii z Grupy Armii „Środek” oraz 4 Armii Pancernej, w wyniku której sforsował Dniepr. Po wyzwoleniu Kijowa (6 listopada) wyszedł na linię: Jelsk, Owrucz, Korosteń, Malin, Fastów, Griebienki zagrażając południowemu zgrupowaniu wojsk niemieckich.
W grudniu 1943 wojska Frontu kontynuowały operację żytomiersko-berdyczowską i wyzwoliły Żytomierz (31 grudnia) i wyszły na linię: Sarny, Hoszcza, Szepietówka, Lipowiec. W styczniu – lutym 1944 lewe skrzydło Frontu (27 i 40 Armie oraz 6 Armia Pancerna) i prawoskrzydłowe związki 2 Frontu Ukraińskiego wzięły udział w operacji korsuńsko-szewczenkowskiej.
Jednocześnie Armie 13. i 60. z prawego skrzydła Frontu przeprowadziły operację łucko-rówieńską przeciw dywizjom niemieckim z 4 Armii Pancernej. W marcu – kwietniu 1 Front przeprowadził operację płoskirowsko-czerniowiecką, a lipcu – sierpniu operację lwowsko-sandomierską i osiągnął linię: Sanok, Jasło, Szczucin, Łagów, Opatów, Zawichost, Józefów i zdobył przyczółek w rejonie Sandomierza zwany przyczółkiem baranowsko-sandomierskim. We wrześniu – listopadzie wykonał operację dukielsko-preszowską, w styczniu – lutym 1945 przeprowadził (w składzie 3 i 5 Gwardyjska Armia, 6, 13, 21, 52, 59, 60 Armie ogólnowojskowe, 3 i 4 Armie Pancerne, 2 Armia Lotnicza, 1 Korpus Kawalerii, 4, 7, 25 i 31 Korpusy Pancerne i Korpus Zmechanizowany) z 1 Frontem Białoruskim operację wiślańsko-odrzańską przeciw Grupie Armii „A” i części sił Grupy Armii „Środek”. W lutym wykonał operację dolnośląską, w marcu operację opolską (tzw. operacje śląskie). Przed rozpoczęciem operacji wiślańsko-odrzańskiej 1 FU liczył 1 083 848 żołnierzy, którzy mieli do dyspozycji: 2427 czołgów, 1234 działa pancerne, 2446 dział ppanc., 6748 dział polowych, 7217 moździerzy, 1084 wyrzutnie rakietowe, 1846 dział plot. i 56 443 samochody.
W czasie operacji wiślańsko-odrzańskiej sztab 1 Frontu Ukraińskiego stacjonował kolejno w miejscowościach: Skroniów (17 stycznia 1945), Liszka Górna (23 stycznia 1945) i Schönwald (31 stycznia 1945).
W kwietniu – maju wraz z 1 i 2 Frontem Białoruskim brał udział w operacji berlińskiej przeciw niemieckiej Grupie Armii „Wisła” i części sił Grupy Armii „Środek”.
W przededniu operacji berlińskiej wojska Frontu zajmowały front o długości około 360 km, który przebiegał od wsi Sękowice pod Gubinem wzdłuż brzegu Odry i Nysy Łużyckiej przez Lubań Śląski, Jawor, Strzelin, Prudnik, Nysę do Krnova na Morawach. Północna granica pasa natarcia wojsk 1 FU zaczynała się mniej więcej na północ od Chociebuża i biegła przez Jüterbog do rejonu Magdeburga.
W maju część sił Frontu wraz z 2 i 4 Frontem Ukraińskim wzięła udział w operacji praskiej przeciw siłom części Grupy Armii „Środek” i „Ostmark”. W składzie Frontu w operacjach berlińskiej i praskiej brała udział 2 Armia Wojska Polskiego. Rozformowany 11 maja 1945. Na jego bazie utworzono Grupę Wojsk Okupacyjnych w Niemczech oraz Radziecką Administrację Wojskową w Niemczech.

## Dowództwo frontu
Dowódcy:
- gen. armii Nikołaj Watutin (od października 1943 do marca 1944)
- marszałek Gieorgij Żukow (od marca 1944 do maja 1944)
- marszałek Iwan Koniew (od maja 1944 do maja 1945)

Szefowie sztabu:
- gen. por. Aleksandr Bogolubow[5]:

## Struktura organizacyjna
| Skład                         | Skład              |
| 1943                          | 1945               |
| ----------------------------- | ------------------ |
| 6 Armia                       |                    |
| 13 Armia                      |                    |
| 27 Armia                      | 21 Armia           |
| 38 Armia                      | 52 Armia           |
| 40 Armia                      | 59 Armia           |
| 47 Armia                      | 59 Armia           |
| 60 Armia                      |                    |
| 1 Gwardyjska Armia            | 3 Gwardyjska Armia |
| 1 Gwardyjska Armia            | 5 Gwardyjska Armia |
| 3 Gwardyjska Armia Pancerna   | 3 Armia Pancerna   |
| 1 Armia Pancerna              | 4 Armia Pancerna   |
| 2 Armia Lotnicza              |                    |
| 4 Gwardyjski Korpus Kawalerii |                    |
|                               | 4 Korpus Pancerny  |
| 7 Korpus Pancerny             |                    |
| 25 Korpus Pancerny            |                    |
| 31 Korpus Pancerny            |                    |
| 7 Korpus Zmechanizowany       |                    |